# Куру (Кукушко)
 Тази статия е за по-южния приток на Галик в Кукушко.  За по-северния вижте Курудере (Кукушко).  
Куру (на гръцки: Ξηροπόταμος) е река в Кукушко, Южна Македония, ляв приток на Галик (Галикос).
Реката извира под името Допра в източното подножие на Карадаг, източно от кукушкото село Пазарли (Мелантио) и западно под връх Меше (719,4 m). Тече на югозапад, като постепенно преминава в южна посока и приема името Оморли. При Ново село (Крития) завива на запад, минава в пролом между Средец (Камила) от юг и Асирли от север, излиза при Воловот (Неа Санда), завива на юг, след това отново на запад и се влива в Галик като ляв приток северно от Ени махала (Петрото).